# Llangadwaladr
Llangadwaladr és un poble situat a la costa oest de l'illa d'Anglesey (Gal·les). Es troba al llarg de la carretera A4080, a l'oest de la localitat d'Hermon i a l'est d'Aberffraw.

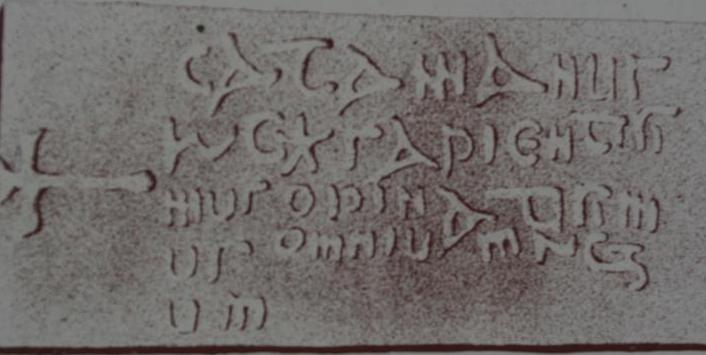
Inscripció de la làpida de Cadfan ap Iago

L'edifici més destacat de Llangadwaladr és la seva església. La construcció actual data del segle xv, aproximadament, però en la paret interior nord de l'església hi ha la làpida de Cadfan ap Iago, rei de Gwynedd durant el segle vii. Es creu que Llangadwaladr va ser el lloc on s'enterraven els reis de Gwynedd, que seria la seu d'un monestir reial des de l'any 615.
A més a més de la làpida, hi ha altres elements que fan interessant l'església de la localitat, com ara les vidrieres, datades a finals del segle xv, que són un regal de Meurig ap Llywelyn i la seva esposa en agraïment pel retorn del seu fill de la batalla de Bosworth Field.

## Personalitats de Llangadwaladr
- Owen Lewis, (1533-1595) bisbe